# Tmesisternus reductus
Tmesisternus reductus là một loài bọ cánh cứng trong họ Cerambycidae.